# Eagle Pass Bridge I
Eagle Pass Bridge I is een brug over de Rio Grande en de grens tussen Mexico en de Verenigde Staten, die de plaatsen Eagle Pass (Texas, Verenigde Staten) en Piedras Negras (Mexico) met elkaar verbindt. De brug staat ook bekend als de Eagle Pass-Piedras Negras International Bridge en de Puente Piedras Negras-Eagle Pass.
De brug werd geopend in 1954 en is 565 meter lang.